# I. Liga 2008/09
De 1. slovenská futbalová liga (I.Liga) is de op een na hoogste voetbaldivisie van Slowakije.
Aan de editie 2008/09 van de I. Liga namen twaalf clubs deel, waaronder de degradant uit de Corgoň Liga 2007/08, AS Trenčín, en de promovendussen uit de II. Liga - Západ en II. Liga - Východ, DAC 1904 Dunajská Streda-II en MFK Ružomberok-II.
Alle clubs speelden drie keer tegen elkaar en na 33 speelronden promoveerde de kampioen Inter Bratislava naar de Corgoň Liga. De nummers elf en twaalf, DAC 1904 Dunajská Streda-II en MFK Košice-II, degradeerden naar de II. Liga.

## Deelname
Tussen haakjes de eindklassering in 2007/08

## Eindstand
| #  | Club                        | G  | W  | G  | V  | Pnt. | Doelsaldo |
| -- | --------------------------- | -- | -- | -- | -- | ---- | --------- |
| 1  | Inter Bratislava            | 33 | 19 | 10 | 4  | 67   | 64-27     |
| 2  | AS Trenčín                  | 33 | 19 | 9  | 5  | 66   | 74-27     |
| 3  | ŽP ŠPORT Podbrezová         | 33 | 20 | 5  | 8  | 65   | 51-24     |
| 4  | FK LAFC Lučenec             | 33 | 16 | 7  | 10 | 55   | 54-44     |
| 5  | FC Rimavská Sobota          | 33 | 14 | 7  | 12 | 49   | 37-29     |
| 6  | FK Mesto Prievidza          | 33 | 13 | 7  | 13 | 46   | 43-40     |
| 7  | FK Slovan Duslo Šaľa        | 33 | 13 | 6  | 14 | 45   | 35-43     |
| 8  | MFK Ružomberok-II           | 33 | 12 | 7  | 14 | 43   | 49-52     |
| 9  | MFK Zemplín Michalovce      | 33 | 11 | 8  | 14 | 41   | 42-48     |
| 10 | 1. HFC Humenné              | 33 | 11 | 6  | 16 | 39   | 35-51     |
| 11 | MFK Košice-II               | 33 | 6  | 8  | 19 | 26   | 32-57     |
| 12 | DAC 1904 Dunajská Streda-II | 33 | 2  | 4  | 27 | 10   | 18-92     |